# Ich lasse dich nicht, du segnest mich denn
Ich lasse dich nicht, du segnest mich denn (BWV 157) ist eine Kirchenkantate von Johann Sebastian Bach. Er komponierte das Werk in Leipzig 1726/27, es wurde am 6. Februar 1727 in Pomßen erstmals aufgeführt.

## Geschichte
Das Werk scheint für eine Trauerfeier für Johann Christoph von Ponickau (1652–1726), einen sächsischen Kammerherrn, in Auftrag gegeben worden zu sein. Christian Friedrich Henrici (auch als Picander bekannt) wirkte wie so oft auch hierbei als Bachs Librettist. Die erste bekannte Aufführung fand am 6. Februar 1727 bei einem Gedenkgottesdienst für Ponickau in der Kirche seines Heimatdorfes Pomßen (20 km von Leipzig entfernt) statt. Die Veranstaltung ist recht gut dokumentiert, da die dort gehaltene Gedenkpredigt mit Informationen über die Aufführung der Musik abgedruckt wurde, die eine zweite, heute verlorene Bach-Kantate enthielt (Kantate BWV Anh. 209). Nicht bekannt ist, ob Bach anwesend war, obwohl einige Autoren dies annehmen.
Die Kantate scheint für die Aufführung im Rahmen der Leipziger Kirchenmusik angepasst worden zu sein, und zwar speziell für das Fest Mariä Reinigung, das am 2. Februar gefeiert wird. Die Existenz von mehr als einer Version ist aus den frühesten erhaltenen Manuskripten nach Bachs Tod ersichtlich, die von Christian Friedrich Penzel kopiert wurden. Die erste erhaltene Partitur stammt aus dem Jahr 1755, weiterhin gibt es Teile aus den 1760er-Jahren.
Die vorgeschriebenen Schriftlesungen für den Festtag stammten aus dem Buch Maleachi, „Der Herr wird in seinen Tempel kommen“ (Maleachi 3,1–4 ), und aus dem Evangelium nach Lukas: Die Reinigung Marias und der Darstellung Jesu im Tempel, einschließlich des Canticums Nunc dimittis (Lukas 2,22–32 ). Die im Lobgesang des Simeon (Prophet) ausgesprochene Sehnsucht, „in Frieden dahinzufahren“, wurde oft als Bild für den Tod eines Christen verwendet. Henrici fügte im ersten Satz ein Zitat aus Gen 32,26–32  und im fünften Satz die letzte Strophe des Kirchenliedes „Meinen Jesus lass ich nicht“ von Christian Keimann hinzu.

## Besetzung und Aufbau
Die Kantate ist mit Tenor und Bass solo, Chor SATB, Flöte, Oboe, Oboe d’amore, zwei Violinen, Bratsche und Generalbass besetzt.
Das Werk hat fünf Sätze:
1. Duett-Arie (Tenor und Bass): Ich lasse dich nicht, du segnest mich denn
2. Arie (Tenor): Ich halte meinen Jesum feste
3. Rezitativ (Tenor): Mein lieber Jesu du
4. Arie, Rezitativ und Arioso (Bass): Ja, ja, ich halte Jesum feste
5. Choral: Meinen Jesum lass ich nicht.

## Musik
Der Eröffnungssatz besteht aus einer einzigen Zeile: dem biblischen Zitat aus dem 1. Buch Mose (32,27 b ), das zum Titel der Kantate wurde. Der Satz hat ein Acht-Takt-Ritornell, das ihn eröffnet, unterbricht und beendet. Es wird durch ein vorstehendes nachahmendes Motiv gekennzeichnet.
Der zweite Satz ist eine Tenor-Arie, die vom Generalbass und einer Oboe d’amore obligat begleitet wird. Auch hier gibt es ein langes Ritornell, das in etwa die gleiche strukturelle Funktion hat wie das im ersten Satz. Craig Smith meint, dass dies „die vielleicht schwierigste Tenor-Arie im gesamten Repertoire“ sei, mit „wilden und extrem kunstvollen Melismen“.
Das folgende Tenor-Rezitativ ist mit Streichinstrumenten und Generalbass besetzt. Es erinnert motivisch an Material des ersten Satzes.
Der vierte Satz kombiniert Elemente von Arie, Rezitativ und Arioso. Er beginnt mit einem Ritornell von Violine, Flöte und Generalbass. Strukturell vollendet der Satz großteils die Anforderungen einer Da-capo-Arie, bevor eine rezitativische Episode die Reprise des ersten Teils unterbricht. Die Musik bewegt sich noch zweimal zwischen Arie und Rezitativ, bevor ein letzter Arienabschnitt den Satz beendet.
Die Kantate endet mit einer vierteiligen Vertonung des Chorals mit einer hinzugefügten Melodie und einer bewegten Continuo-Linie.

## Aufnahmen
- Choir and Orchestra „Pro Arte“ Munich / Kurt Redel. J. S. Bach: Cantatas Nos. 157 · 55 · 151. Erato, 1956
- Gächinger Kantorei Stuttgart / Bach-Collegium Stuttgart / Helmuth Rilling. Die Bach Kantate. Hänssler Verlag, 1983
- Holland Boys Choir / Netherlands Bach Collegium, Pieter Jan Leusink. Bach Edition Vol. 14. Brilliant Classics, 2000.